# Sigrid Leitner
Sigrid Leitner (* 1970) ist eine deutsche Politikwissenschaftlerin, Autorin und Professorin für Sozialpolitik an der Fachhochschule Köln.

## Ausbildung und berufliche Tätigkeit
Leitner studierte Politikwissenschaft und Publizistik- und Kommunikationswissenschaft an der Universität Wien.
Sie arbeitete als wissenschaftliche Mitarbeiterin am Institut für Technikfolgen-Abschätzung der Österreichischen Akademie der Wissenschaften in Wien und am Institut für Sozialpolitik der Georg-August-Universität Göttingen, anschließend als wissenschaftliche Assistentin am Institut für Sozialpolitik und Mitarbeiterin am Zentrum für Europa- und Nordamerika-Studien (ZENS) der Georg-August-Universität Göttingen und am Institut für Soziologie der Georg-August-Universität Göttingen.
Sie ist seit März 2008 Professorin für Sozialpolitik an der Fachhochschule Köln.

## Ehrenamtliches Engagement
Sigrid Leitner ist im wissenschaftlichen Beirat des Netzwerks Grundeinkommen aktiv, der deutschen Organisation des Basic Income Earth Network (BIEN).

## Werk
Ihre Arbeitsthemen sind vor allem Sozialpolitik als Geschlechterpolitik, vergleichende Wohlfahrtsstaatsforschung, Rentenpolitik, Theorien der Staatstätigkeit, Familienpolitik und kommunale Sozialpolitik. Sie veröffentlichte zudem Werke zum Familialismus.

## Publikationen
- Sigrid Leitner, Varianten von Familialismus. Eine historisch vergleichende Analyse der Kinderbetreuungs- und Altenpflegepolitiken in kontinentaleuropäischen Wohlfahrtsstaaten, Duncker&Humblot, 2013.
- Sigrid Leitner, Conservative Familialism Revisited: The Case of Belgium, in: Acta Politica 40 (4), 2005, S. 419–439.
- Sigrid Leitner, Ilona Ostner, Margit Schratzenstaller (Hrsg.): Wohlfahrtsstaat und Geschlechterverhältnis im Umbruch: Was kommt nach dem Ernährermodell?, Jahrbuch für Europa- und Nordamerika-Studien, VS Verlag für Sozialwissenschaften / GWV Fachverlage GmbH, April 2004, ISBN 3-8100-3934-9
- Sigrid Leitner, Andreas Aust, Silke van Dyk: Beschäftigungspolitische Vorbilder? Irland, die Niederlande und Österreich im Vergleich, in: Zeitschrift für Sozialreform 49 (2), 2003, S. 216–249.
- Sigrid Leitner, Stephan Lessenich: Assessing Welfare State Change: The German Social Insurance State between Reciprocity and Solidarity, Journal of Public Policy, Vol. 23 Nr. 3, S. 325–347, 2003
- Sozialpolitische Herausforderungen: Zukunft und Perspektiven des Wohlfahrtsstaats in der Bundesrepublik, Ilona Ostner, Sigrid Leitner, Stephan Lessenich (Hrsg.), Hans-Böckler-Stiftung, 2001
- Andreas Aust, Sigrid Leitner, Stephan Lessenich (Hrsg.): Sozialmodell Europa. Konturen eines Phänomens, Jahrbuch für Europa- und Nordamerika-Studien 4, Leske+Budrich, 2000
- Jens Borchert, Sigrid Leitner, Klaus Stolz: Politische Korruption, Jahrbuch für Europa- und Nordamerika-Studien 3, Leske+Budrich, 2000, ISBN 3-8100-2457-0
- Sigrid Leitner: Frauen und Männer im Wohlfahrtsstaat. Zur strukturellen Umsetzung von Geschlechterkonstruktionen in sozialen Sicherungssystemen, Lang, 1999, ISBN 978-3631344361
- Sigrid Leitner: Geschlechterdifferenz als (diskriminierendes) Gestaltungsprinzip materieller Sicherung, Inst. für Höhere Studien, 1998